# Male Vodenice
Male Vodenice este o localitate din comuna Kostanjevica na Krki, Slovenia, cu o populație de 33 de locuitori.